# Hebya, Nanjangud
Hebya là một làng thuộc tehsil Nanjangud, huyện Mysore, bang Karnataka, Ấn Độ.